# Белоярск (Ямало-Ненецкий автономный округ)
Белоя́рск — посёлок в Приуральском районе Ямало-Ненецкого автономного округа России.

## География
Поселок расположен в нижнем течении реки Щучья в 42 км на северо-востоке от районного центра. От Белоярска до Салехарда и Лабытнанги можно добраться автомобильным (зимой) и водным (в период навигации) видами транспорта. В период распутицы — вертолетом. До ближайшей железнодорожной станции Лабытнанги 120 км, до аэропорта города Салехард — 106 км.
По значимости (источник не указан. о какой значимости идёт речь? о значимости для русского балета, канадской литературы, экономическому вкладу, число медалистов-школьников в расчёте на душу населения?... ) Белоярск является вторым населённым пунктом в Приуральском районе после Аксарки.

## Население
| 1989 | 2002  | 2010  | 2021  |
| ---- | ----- | ----- | ----- |
| 1539 | ↘1487 | ↗1850 | ↗2178 |

## Название
Посёлок был назван Белоярском от слов «белый яр».

## История
Посёлок был основан в 1951 году. В этом году жители п. Седельниково переехали на новое место. Место выбрали на высоком берегу реки Щучья.
Со стороны реки в солнечный день берег кажется белым. Сюда перенесли и центральную усадьбу колхоза имени Сталина. Колхозники, большинство жителей поселка, начали строить свою жизнь на новом месте.
Поселок рос и обустраивался за счёт активной работы населения. Жители выполняли и перевыполняли план по вылову рыбы, заготовке оленьего мяса и пушнины.
1 октября 1961 года на базе двух колхозов, имени Сталина и «Нарьяна Нгэрм», был образован совхоз «Байдарацкий», а центральной усадьбой выбрали поселок Белоярск.
С 2005 до 2021 гг. посёлок являлся административным центром Белоярского сельского поселения, упразднённого в 2021 году в связи с преобразованием муниципального района в муниципальный округ.

## Экономика и социальная сфера
1 октября 1961 г. был образован совхоз «Байдарацкий».
С 1994 г. совхоз был включен в состав предприятия «Надымгазпром» на правах обособленного подразделения. А с 1997 г. зверооленеводческий совхоз стал закрытым, а с апреля 2005 г. — открытым акционерным обществом. На сегодняшний день это одно из наиболее успешных и динамично развивающихся сельскохозяйственных предприятий Ямала с большим комплексом предприятий по переработке собственной продукции. В его составе колбасный цех, меховая мастерская, цех по переработке рыбы.
Основное направление в совхозе — отгонное оленеводство, для которого характерны значительные сезонные перемещения (каслания) оленьих стад. В летний период стада выпасаются на пастбищах рек Кара, Байдарата и верхнего течения р. Щучья, на побережье Байдарацкой губы. В зимний сезон стада мигрируют к югу в зону северной тайги.
Товарной продукцией совхоза являются оленьи шкуры, пыжик и камусы, используемые для изготовления сувенирной продукции и пошива одежды.
Совхоз — крупнейший производитель рыбной продукции. Одним из направлений деятельности совхоза является пушное звероводство. В шэдах содержатся вуалевые, голубые песцы и серебристо-черные лисицы — всего 265 голов пушных зверей. Несмотря на затратность данного производства в совхозе ведется селекционно-племенная работа с животными.
В настоящее время Белоярск является современным поселком с централизованным тепло- и водоснабжением.

## Образовательные учреждения
- Школа[6]
- Детский сад «Брусничка»

## Улицы
- ул. 60 лет Победы
- ул. Аграрная

- ул. Набережная
- ул. Новая
- ул. Озерная
- ул. Октябрьская
- ул. Оленеводов
- ул. Совхозная
- ул. Центральная
- ул. Юбилейная
- ул. Южная
- ул. Заполярная
- ул. Брусничная